# Jaq D. Hawkins
Jaq D. Hawkins (* 27. Oktober 1956) ist eine britische Okkultistin, Autorin, und Seminarleiterin zur Magie in der britischen neuheidnischen Szene.

## Werke
Ihre Bücher sind (mit einer Ausnahme) bisher nicht ins Deutsche übersetzt worden:
- Spirits of the Aether
- Spirits of the Air
- Spirits of the Earth
- Spirits of the Fire
- Spirits of the Water
- Understanding Chaos Magic (deutsch: Chaosmagie. Grundlagen und Hintergründe, Edition Esoterick, 2. Auflage 2009, ISBN 978-3-936830-32-3)
- Chaos Monkey

| Personendaten    | Personendaten         |
| ---------------- | --------------------- |
| NAME             | Hawkins, Jaq D.       |
| KURZBESCHREIBUNG | britische Okkultistin |
| GEBURTSDATUM     | 27. Oktober 1956      |